# Коронавірусна хвороба 2019 у Данії
Коронавірусна хвороба 2019 у Данії — розповсюдження коронавірусу територією країни.

## Хронологія

### 2020
27 лютого було повідомлено про перший випадок зараження.
15 квітня Данія перша в Європі відкрила дитсадки та початкові школи. У Копенгагені відкрилося 35 % шкіл, решту відкриють до 20 квітня. Учні середніх класів та старшокласники підуть до шкіл 10 травня. Кількість інфікованих за весь час в Данії складає 6496 осіб, у лікарнях перебувають всього 380 людей і лише 93 з них потребують лікування в інтенсивній терапії. В результаті хвороби померли 299 осіб.
8 червня відновили роботу басейни та фітнес-центри, дозволені масові заходи до 50 осіб.
З 18 вересня в країні було посилено карантин, бари, кафе й ресторани працюватимуть до 22:00, а навчальних закладів карантин не торкнеться. За добу тут було зафіксовано 454 випадки зараження.
В листопаді було виявлено, що норки на 284 данських фермах також почали заражатись на коронавірус, через це Данський уряд знищив 17 млн норок. Після скандалу, що виник через це, зі знищенням норок, керівник Міністерства сільського господарства й продовольства Данії Моґенс Йєнсен пішов у відставку.
20 грудня в країні було виявлено новий штам коронавірусу з Британії.

### 2021
9 січня країна запровадила паспорти вакцинації, що будуть необхідні для тих, хто подорожує за кордон. 10 січня в Копенгагені і Ольборзі пройшли протести проти карантину, під час яких було заарештувано дев'ятьох осіб.
3 березня в Данії було виявлено перший випадок зараження бразильським штамом коронавірусу.
16 березня у країні було призупинено застосування вакцини AstraZeneca через можливі проблеми зі згортанням крові у пацієнтів після щеплення.
На початку травня в Данії було запроваджено COVID-паспорти для послаблення обмежень. Паспорт підтверджує, що власник отримав негативний тест протягом останніх 72 годин, був щеплений або нещодавно одужав від COVID-19.
11 червня було почато поступове послаблення карантину, зокрема, дозволено збори до 100 осіб у приміщеннях.
17 липня Данія дозволила в'їзд жителям України із негативним тестом на коронавірус.
З 11 вересня було запроваджено вакцинацію всіх охочих у мережах супермаркетів.
9 грудня в країні було посилено карантинні обмеження через штам «Омікрон», було закрито школи, а барам й ресторанам дозволено працювати до опівночі. 27 грудня в Данії було виявлено понад 16 тис. нових заражень, це стало новим антирекордом країни.